# Projet de suite du roman « Les Frères Karamazov »

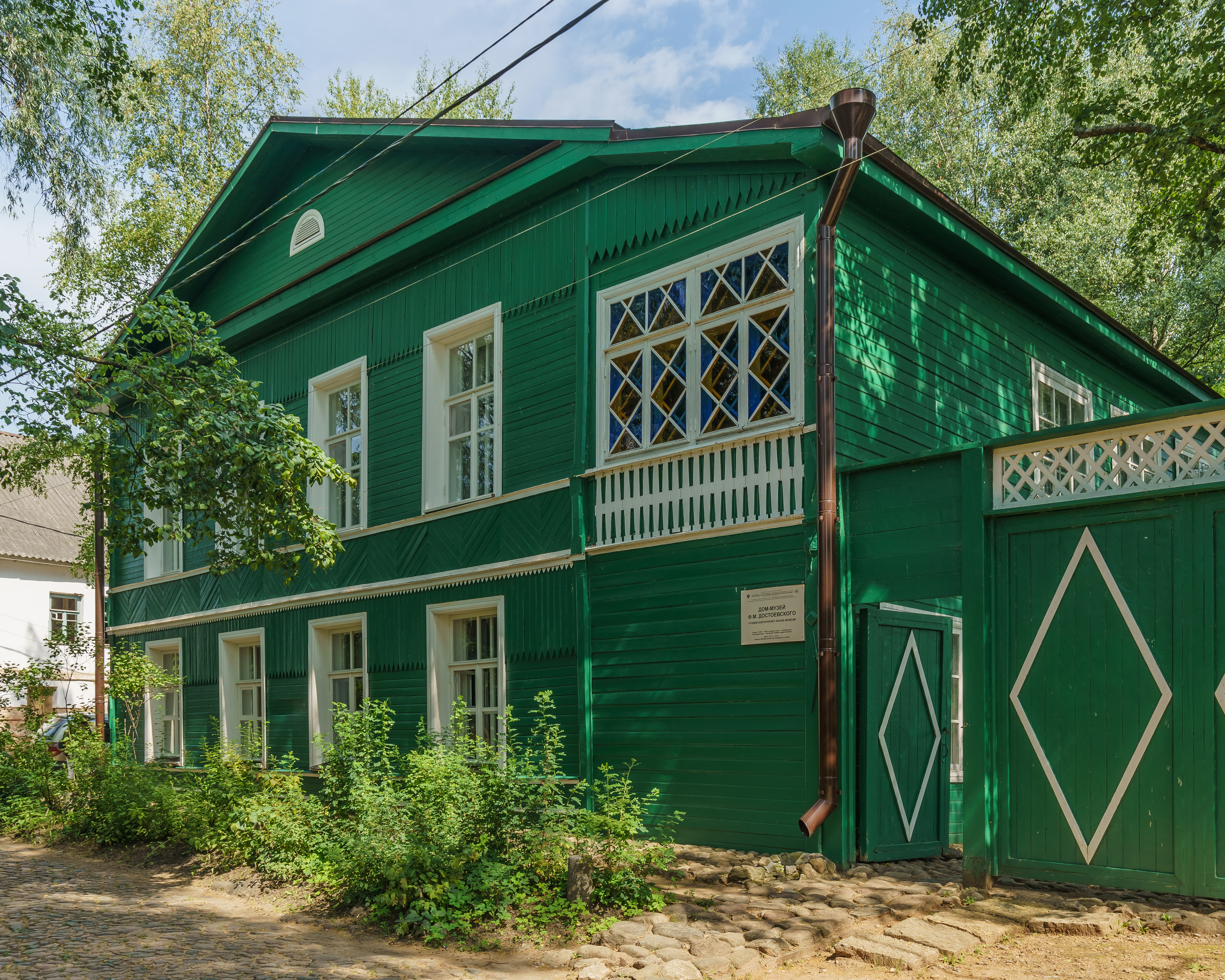
Maison-musée Fiodor Dostoïevski à Staraïa Roussa.

Le projet de suite du roman Les Frères Karamazov de Fiodor Dostoïevski, que ce dernier avait conçu, n'a pas pu être réalisé du fait de la mort de l'écrivain, le 9 février (28 janvier) 1881. La version du premier tome existant du roman a été achevée le 8 novembre de l'année 1880, soit deux mois à peine avant le décès de l'écrivain.

## Alexeï Karamazov régicide
De son vivant, le 28 mai 1880, paraît encore, dans la revue Télégraphe de Novorossiïsk, une note concernant la possibilité de donner une suite au roman Les Frères Karamazov : « …à partir de rumeurs à propos de la poursuite du roman qui se sont répandues dans les cercles littéraires de Saint-Pétersbourg, je puis dire <…> qu'Alekseï devient plus tard un instituteur de village et sous l'influence de certains processus mentaux qui se passent dans son esprit, il en arrive même à l'idée de régicide sur la personne du Tsar… ». Dans cette note, l'auteur parle seulement de l'idée de régicide et non du passage à l'acte. Les opinions des chercheurs sont divisées à ce propos. Soit l'auteur de la note ne disposait pas de suffisamment d'informations et la censure n'aurait pas laissé passer une telle note sur un régicide, avec passage à l'acte. Soit l'évolution vers le passage à l'acte par Alexeï n'était qu'une simple variante possible à exploiter éventuellement dans la suite du roman.

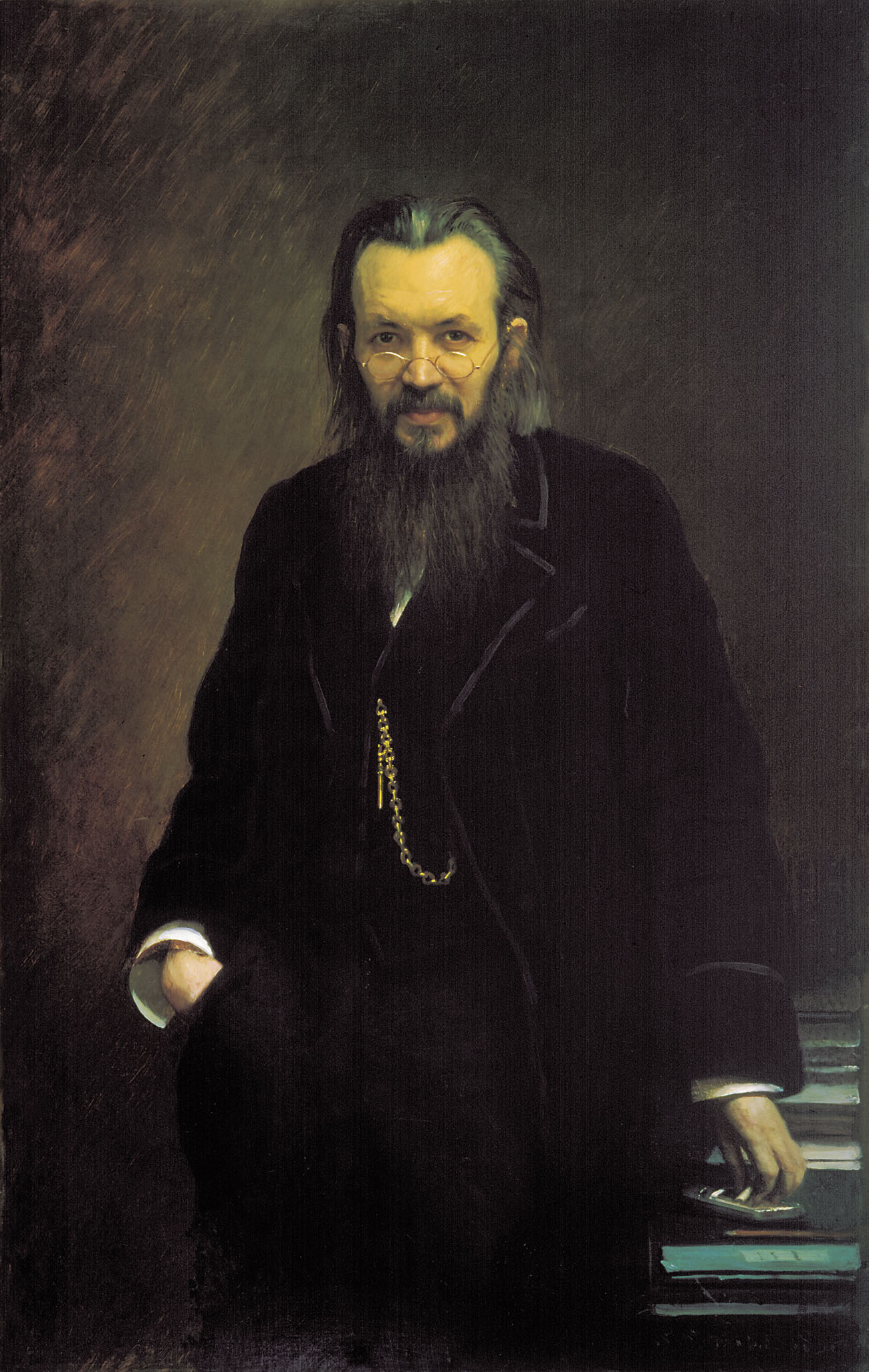
Alexeï Souvorine par Ivan Kramskoï.

Le critique et éditeur Alexeï Souvorine se souvient quant à lui qu'après la mort de Dostoïevski, « la poursuite de son „ Journal“ lui semblait en partie le moyen <…> de reprendre le fil de la discussion sur l'existence de la question de la vie de la société russe. Tout cela étant maintenant terminé, de même que l'intention de donner une suite au roman Les Frères Karamazov. Alexeï Karamazov aurait dû en être <…> le héros à partir duquel il voulait créer un type de socialisme russe et non d'un socialisme de type courant tel qu'il se développe entièrement sur le sol européen ».
Rappelant sa conversation avec l'écrivain du 20 février 1880, Alekseï Sourovine souligne que Dostoïevski a été bouleversé par les attentats terroristes réalisés par la population et de la répression à l'égard des auteurs. Dostoïevski disait qu'il « écrirait un roman dont le héros serait Alexeï Karamazov. Il voulait le faire passer d'abord par un monastère, puis le faire devenir révolutionnaire. Il commettrait ensuite un crime politique. Il serait exécuté. Il chercherait la vérité et, dans sa quête, serait devenu révolutionnaire… ».
En 1898, le spécialiste de l'œuvre de Dostoïevski, N. Gofman, écrit : « Aliocha devait, selon le plan de l'écrivain et les dernières volontés du starets Zosime : aller vers le monde, accepter sa souffrance et sa culpabilité. Il se marierait avec Liza, puis la quitterait pour la belle pécheresse qu'est Grouchenka. Celle-ci a réussi à réveiller en lui les instincts des Karamazov. Puis après une période orageuse, désabusée, négative, restant sans enfant, il se reprend et retourne au monastère ; il s'y entoure d'une foule d'enfants qu'il aimera, à qui il enseignera et qu'il éduquera jusqu'à sa mort ».
Le pédagogue et écrivain Alexeï Mikhaïlovitch Slivitski a étudié le projet de Dostoïevski d'écrire un roman intitulé Les enfants, dans lequel les héros principaux seraient les enfants décrits dans le roman précédent. « J'écrirai encore Les enfants puis je mourrai », dit Dostoïevski le 20 juin 1880, lors de l'inauguration de la statue de Pouchkine et de son Discours sur Pouchkine.

## Anna Dostoïevskaïa

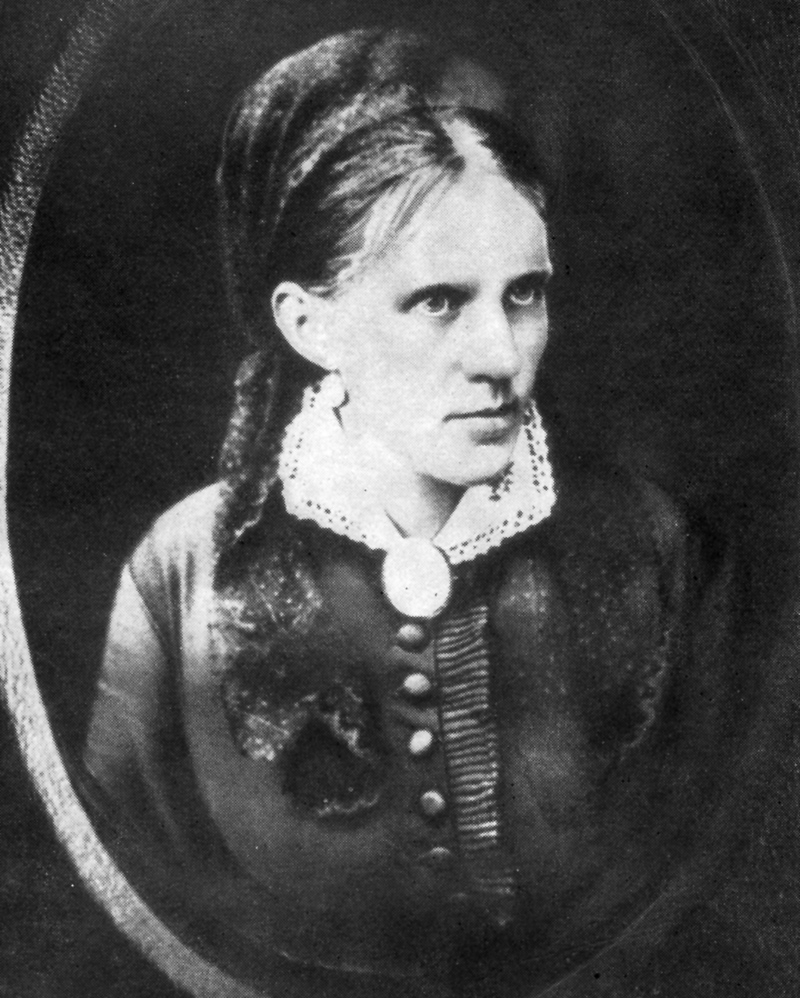
Anna Dostoïevskaïa en 1878.

Pour accélérer le travail de transcription du roman Les Frères Karamazov, l'épouse de Dostoïevski, Anna Dostoïevskaïa, transcrivait en sténographie, sous la dictée de l'écrivain, une partie significative du roman. Dostoïevski était en effet tenu par des délais donnés par l'éditeur qui publiait l'œuvre par extrait dans une revue.
En 1916, trente-cinq ans après la mort de son mari, Anna Dostoïevskaïa confie au critique Alexandre Izmaïlov (en) qu'il existe encore des manuscrits et des projets de son mari : « La mort l'a privé de la réalisation de tous ses projets. Il rêvait en 1881 d'écrire la fin de son Journal, et en 1882, de se lancer dans une suite des Frères Karamazov. Il se serait passé vingt ans après la fin du premier roman. Alexis Karamazov serait devenu un homme d'âge mûr, ayant subi un drame sentimental éprouvant avec Liza Khokhlakova. Dimitri Karamazov serait revenu du bagne. » , Elle ajoute qu'elle a été tellement occupée par les autres documents de son mari qu'elle n'a pas pu commencer à travailler à la sténographie du second roman, ni à le faire décoder par quelqu'un d'autre, du fait du nombre d'abréviation qui rend ce travail très difficile.
Dans ses Mémoires, Anna Dostoïevskaïa parle également du projet de son mari de terminer son Journal d'un écrivain durant les deux années qui suivaient, puis de son rêve d'écrire une suite au roman Les Frères Karamazov, avec les mêmes héros vingt ans plus tard dans leur vie à eux. « Le plan prévu par Fiodor Mikhaïlovitch pour son futur roman était vraiment très intéressant suivant ses notes et ses discussions et il est vraiment dommage que la mort ait empêché son projet de se réaliser »,.

## Erreurs de procédure judiciaire
Certains chercheurs ont également remarqué que des violations de dispositions légales en matière de procédure judiciaire ont été commises durant le procès de Dimitri Karamazov. En effet, les médecins Herzenstube et Varvinski sont présentés à la fois dans le rôle de témoins et dans celui d'experts devant le tribunal. Les chercheurs suggèrent qu'une telle erreur a peut-être été incluse volontairement dans le roman pour pouvoir donner lieu par la suite à une révision du procès.